# Jiří Bezděk (učitel)
Jiří Bezděk (28. února 1907 Svébohov – 16. září 1968) byl český učitel, který působil v Ukrajinské sovětské socialistické republice a který byl vězněn sovětským režimem a československým komunistickým režimem.

## Život
Vyrůstal ve Svébohově v rodině lesního dělníka, který měl čtyři děti. Ve Svébohově byla jenom dvoutřídní škola, do měšťanské školy chodil do Zábřeha (5 km). Během dvouleté vojenské základní služby. kterou absolvoval v Olomouci u 27. pěšího pluku, soukromě navštěvoval přednášky na učitelském ústavu. V roce 1926 byl z vojenské služby vyřazen v hodnosti četaře; v tomtéž roce vstoupil do komunistické strany. Znal se s evangelickým knězem Rudolfem Šedým, který sháněl zájemce, kteří by učili české děti na Ukrajině, tehdy Ukrajinská sovětská socialistická republika.
Jiří Bezděk nabídku přijal a v říjmu 1927 začal učit v obci Vyšehrad nedaleko Kyjeva. Školu navštěvovalo okolo čtyřiceti dětí. V roce 1928 se oženil a vstoupil do sovětské komunistické strany. V roce 1930 se mu narodilo dítě; v červenci téhož roku byl v rámci akce namířené proti české inteligenci zatčen. Dne 12. června 1931 byl obviněn z vyzvědačství a z agitace proti sovětské vládě; dne 14. června1931 byl odsouzen k trestu smrti. Mezitím se s ním rozešla manželka a jeho dítě umřelo v důsledku hladomoru. Potom následovalo věznění v Jaroslavli a věznění (od 25. srpna 1933) v Soloveckém táboře zvláštního určení. Dne 18. července 1935 byl Bezděkovi trest smrti zmírněn na pět let vězení a pět let vyhnanství. Potom byl po etapách (s krátkým pobytem v různých věznicích) převezen do obce Selengino na Sibiři, kam přijel dne 9. října 1935 a kde byl ve vyhnanství. Dne 20. srpna 1936 byl na základě žádosti tehdejších československých orgánů propuštěn a bylo mu povoleno vrátit se do Československa.
Dne 1. března 1937 nastoupil do zaměstnání ve Státním statistickém úřadu v Praze. Své zážitky ze Sovětského svazu publikoval a přednášel o nich, a to i během německé okupace Čech, Moravy a Slezska. Dne 1. srpnu 1944 byl přeložen k Veřejné osvětové službě při Ministerstvu školství a lidové osvěty. Dne 15. března 1945 byl vyznamenán svatováclavskou orlicí. Od května do října 1945 byl ve vyšetřovací vazbě pro podezření z kolaborace s německým režimem. V červnu 1946 bylo trestní řízení vedené proti němu zastaveno. Od 1. ledna 1946 pracoval jako učitel v hornickém učilišti a koncem  roku 1946 se stal vedoucím výchovy mosteckého hornického dorostu. V listopadu 1947 znovu vstoupil do komunistické stany. V červnu 1951 byl ze Severočeských hnědouhelných dolů  propuštěn a začal pracovat jako pomocný dělník u národního podniku Průmstav.Dne 28. ledna 1952 byl znovu zatčen, ve dnech 16. až 18. listopadu 1953 byl souzen u Krajského soudu v Ústí nad Labem; pro sabotáž byl odsouzen k 18 letům odnětí svobody. Potom byl z vězení propuštěn až na základě amnestie prezidenta republiky Antonína Novotného ze dne 9. května 1960; po propuštění pracoval v družstevní výrobě bižuterie v Jablonci nad Nisou. Následkem dlouhého věznění měl podlomené zdraví, v roce 1967 musel být hospitalizován v Křemýži. Umřel dne 16. září 1968.